# Félix Sesúmaga
Félix Sesúmaga Ugarte (n. 12 octombrie 1898 - d. 17 august 1934) a fost un fotbalist spaniol care a jucat pe postul de atacant. A jucat la FC Barcelona, Athletic Bilbao și echipa națională de fotbal a Spaniei.
1. 1 2  Olympedia